# Lana Lang
Superwoman (Lana Lang) es un personaje secundario de ficción y superheroina que aparece en los cómics estadounidenses publicados por la editorial DC Comics. Ha aparecido en otras adaptaciones a los medios de Superman, principalmente en su etapa adolescente. Estas representaciones incluyen la serie de televisión Adventures of Superboy en la que Stacy Haiduk la interpretó, y la serie de televisión Smallville de WB interpretada por Kristin Kreuk. En Superman: The Movie, Lana fue interpretada por Diane Sherry. En la película de 1983 Superman III, fue interpretada por Annette O'Toole, quien más tarde interpretaría a Martha Kent en Smallville. Emmanuelle Chriqui interpreta actualmente al personaje en la serie de televisión Superman & Lois.

## Historial de publicaciones
Creado por el escritor Bill Finger y el artista John Sikela, el personaje aparece por primera vez en Superboy # 10 (septiembre / octubre de 1950). A lo largo de décadas de cómics de Superman y adaptaciones a otros medios, Lana ha sido representada de manera más consistente como el interés romántico adolescente de Superman que creció en Smallville; como adulta, es una amiga de Superman en su identidad civil como Clark Kent.
Lana es uno de los muchos personajes de Superman con las iniciales aliteradas "LL", siendo los otros ejemplos más notables el principal interés amoroso de Superman, Lois Lane, y su némesis, Lex Luthor. En la Edad de Plata, apareció regularmente en cómics que representan las aventuras del yo adolescente de Superman: Superboy, y también apareció como adulta en numerosos títulos de Superman, compitiendo con Lois Lane por su atención. En las revisiones modernas de la continuidad de DC Comics, se muestra que ella y Clark han sido amigos desde su adolescencia. La historia varía según las diferentes revisiones de la historia del origen de Superman. Por ejemplo, en Superman: Secret Origin, Lana se entera de las inusuales habilidades de Clark a una edad temprana y se convierte en su primer confidente fuera de sus padres y la futurista Legión de Super-Héroes.

## Biografía del personaje ficticio

### Edad de Plata y Edad de Bronce

#### Versión Tierra-Uno
En las historias originales de Superboy, Lana era la chica que vivía al lado de la familia Kent en Smallville, y era un interés romántico de Superboy. En las historias de la Edad de Plata, Lana a menudo se comportaba como una versión más joven de Lois Lane, pasando gran parte de su tiempo tratando de demostrar que Superboy y Clark Kent eran la misma persona.
En un momento, Lana rescató a un alienígena parecido a un insecto atrapado por un árbol caído en Smallville. En agradecimiento, el alienígena le dio un anillo "biogenético" que le permitió a Lana adquirir características de insectos (y similares a insectos, como los arácnidos). Lana creó un disfraz y una máscara de color amarillo parecido a una abeja, y tomó el nombre de "Reina Insecto", bajo cuya identidad Lana tuvo varias aventuras.
Lana también tuvo varias aventuras con Superboy y varias con el equipo de superhéroes futuristas Legión de Super-Héroes. También apareció en algunas historias de la Edad de Plata el tío de Lana, Profesor Potter, un inventor excéntrico.
Después de que Clark y Lana se graduaron de la escuela secundaria, Lana fue a la universidad y finalmente se convirtió en reportera de televisión para la estación de televisión Metropolis WMET-TV. Ya adulta, Lana se convirtió en rival de Lois Lane por el afecto de Superman en varias historias de la década de 1960, apareciendo a menudo en la serie de cómics de Lois Lane: La novia de Superman, Lois Lane.
Durante la década de 1970 y principios de la de 1980, Lana se convirtió en presentadora del noticiero nocturno de WGBS-TV en Metropolis, como copresentadora de Clark Kent. Su atracción por Superman durante este tiempo también había desaparecido, dejando a Superman en manos de Lois Lane. Más tarde, Lana se vinculó románticamente con el superhéroe alienígena Vartox. Finalmente, ella y Clark Kent se involucraron sentimentalmente en historias antes de la saga Crisis on Infinite Earths.

#### Versión Tierra-Dos
A principios de la década de 1980, en historias situadas en el multiverso, hace su aparición la contraparte de Lana Lang de Tierra Dos (Tierra-Dos es el mundo paralelo en donde la Sociedad de la Justicia de América y otras versiones de la Edad de Oro de los personajes de DC, desarrollan sus aventuras). Lana Lang de Tierra-Dos se introdujo en Superman Family # 203. En esa historia, Lana Lang se une al Daily Star como crítica de televisión. En ese mundo paralelo, el padre de Lana dejó Smallville y se mudó a Metrópolis cuando era joven, por lo que Clark no conoció a Lana en su juventud.
Más tarde, se convirtió en la Reina Insecto como su contraparte de Tierra-Uno; en este caso, Lana había recibido un amuleto místico de su padre arqueólogo, el amuleto había sido creado para permitir que un Faraón controlara y desviara las hordas de langostas que amenazaban al antiguo Egipto. Sin embargo, el sonido de las alas de los insectos que se acercaban se estableció para energizar el encanto asociado con el amuleto; por desafortunada coincidencia, el sonido del vuelo superveloz de Superman fue lo suficientemente similar como para activar el hechizo. Lana, por tanto, se vio obligada a crear un traje marrón dorado (tejido por gusanos de seda bajo su control) y adoptar un alter ego villano: la Reina Insecto. Después de un choque inicial con Superman, la Reina Insecto cayó bajo la influencia mental del enemigo de Superman, el Ultra-Humanidad, quien la mantuvo bajo la compulsión del hechizo y le impidió volver a la normalidad. El Superman de Tierra-Dos pudo localizar un antídoto para el hechizo, que Lois Lane usó para eliminar la compulsión (Superman Family # 213), permitiendo que Lana se liberara de la influencia de Ultra y la hiciera capaz de usar el poder del amuleto bajo su propia discreción. La Reina Insecto de la Tierra-2 luego usaría sus habilidades para ayudar a Superman en momentos de necesidad. Esta versión de Lana Lang se retrocontinua fuera de la existencia después de los acontecimientos de los eventos acaecidos en la saga Crisis on Infinite Earths.

### Edad Moderna
Después de los eventos desarrollados en la miniserie Crisis en las Tierras Infinitas (1985-1986), fue contratado por la editorial DC el premiado escritor y artista John Byrne a quien se le encomendaría la miniserie El Hombre de Acero en donde tendría lugar un nuevo origen de Superman y todo su entorno. En la versión post-crisis de los acontecimientos, Lana era una amiga de la infancia de Clark, con un cierto grado de tensión romántica en el aire, ya que Lana había suspirado durante mucho tiempo por Clark, quien la había amado platónicamente.
Después de graduarse de la escuela secundaria, Clark llevó a Lana a un paseo privado y le dijo que tenía que decirle algo importante, que Lana esperaba honestamente que fuera una propuesta de matrimonio. Luego le reveló que tenía superpoderes, que se mostraban al volarla alrededor del mundo, antes de explicarle que sentía que tenía que dejar Smallville para ayudar a la humanidad en su conjunto. Dándole un beso de despedida "como un hermano", Lana se quedó en un estado de shock considerable, no solo por la revelación de los superpoderes de Clark, sino también por la comprensión final de que él no tenía sentimientos románticos recíprocos hacia ella, dejando a Lana con el corazón roto y sola. Cuando Lana finalmente expresó su queja con él años más tarde (El Hombre de Acero # 6), Clark se sintió muy mal por cómo la había lastimado.
Cuando Clark apareció en público como Superman algunos años después, la solitaria y deprimida Lana dedujo su verdadera identidad y se convirtió en una especie de acosadora, hasta el punto de que Lex Luthor notó la frecuencia con la que aparecía en las cercanías del héroe y realmente la tenía torturada en un intento por obtener cualquier conocimiento interno de Superman que pudiera tener. Lana mantuvo valientemente la identidad de Clark en secreto y cuando él la rescató, su relación se volvió más saludable una vez más, aunque todavía a distancia. Una conspiración a largo plazo de los androides creados por Oan, los Manhunters, de cuyo control Lana y el resto de los hijos de Smallville nacidos aproximadamente al mismo tiempo que ella fueron finalmente liberados, resultó ser la causa de este acoso. A diferencia de la continuidad anterior a la Crisis de Tierra-Uno, Lana no tuvo una carrera periodística ni compitió con Lois por el afecto de Superman, ni jugó un papel importante en la vida de Clark en Metrópolis.
La relación de Lana con Clark se altera de nuevo en 2003 de Superman: Birthright, la serie limitada por Mark Waid, que a su vez revisa los orígenes de Superman. Esta historia, que se inspira en el programa de televisión Smallville (como la aparición de Ma y Pa Kent), también muestra que Clark y Lana han tenido una relación romántica mutua durante su juventud. Al comienzo de la historia, Lana ya se fue de Smallville antes del regreso de Clark de su viaje por el mundo. A su llegada a casa, le dicen a Clark que Lana se fue hace algún tiempo y nadie ha sabido nada de ella desde entonces. Siguiendo esta historia, nunca más se menciona su historia con respecto a Clark o Superman.
La historia de "Birthright" de Lana ha sido rehecha una vez más después de los eventos de la Crisis infinita, que ha revivido el alter ego Superboy de Clark antes de la Crisis. En esta nueva historia, los dos desagradables hermanos de Lana, de quienes carecía en versiones anteriores, a menudo interrumpían su relación romántica con Clark. El alcance completo de su historia y su conexión con Superboy / Clark no se ha revelado por completo. Una vez más, su historia previa no se ha mencionado desde esta revisión.
Años más tarde, después de la Crisis, Lana finalmente se casó con Pete Ross. Los dos se establecieron en una vida tranquila en Smallville, donde tuvieron un hijo al que llamaron en honor a su amigo común, Clark. Eligieron este nombre para su hijo después de que Lana le pidiera a Clark que le salvara la vida cuando un accidente automovilístico hizo que naciera ocho semanas antes de tiempo. Aunque el ataque del Doomsday controlado por Brainiac interrumpió los esfuerzos de Clark para llevar al bebé a recibir atención, los intentos posteriores de Brainiac de usar el ADN del bebé para crear un nuevo cuerpo para él mismo llevaron al bebé a término. Pete comenzó una carrera en política que lo llevó a ser elegido para el Senado. En 2000, el senador Ross se convirtió en el compañero de fórmula para vicepresidente de Lex Luthor en el intento de Luthor para convertirse en presidente, y después de que los dos ganaron, Lana se mudó a Washington D. C. Finalmente, Luthor se vio obligado a abandonar su cargo y Pete Ross se Presidente (y Lana la primera dama). Cuando ella y Pete comenzaron a separarse, Lana comenzó a intentar sutilmente recuperar el afecto de Clark, para gran enojo de su (ahora) esposa Lois Lane. Pete y Lana se reunieron brevemente después de que Superman los salvó de un intento de asesinato por parte del villano Ruina.
En Superman # 654, Perry White informó que Lana se había convertido en CEO de Lexcorp luego de la destitución del fundador Lex Luthor. En Superman/Batman # 49, se revela que ella vendió Kryptonita al gobierno para evitar que Lexcorp se hundiera y tenía depósitos de Kryptonita colocados por todo el planeta, como una última defensa si Superman alguna vez se volviera rebelde. Cuando Superman y Batman vienen a quitar la kryptonita, Lana se niega a entregarla y presiona un botón que convierte los cachés en "bombas sucias" que esparcen moléculas de kryptonita por todo el planeta, obligando a todos los Kryptonianos a evacuar. Sin embargo, Toyman utiliza nanobots especiales para eliminar todas las moléculas de kryptonita, deshaciendo el daño. Superman se encuentra con Lana nuevamente, y Lana le dice que no le quedó otra opción. Superman responde diciéndole que, si bien a veces se pregunta cómo hubieran sido las cosas si se hubiera casado con ella en lugar de con Lois, hay una razón por la que está con Lois en lugar de ella: Lois nunca habría presionado el botón. Después de que Superman vuela, se muestra a alguien mirando a Lana llorando en una pantalla, diciéndole "lo hiciste perfecto". En Superman / Batman # 63 sugiere que se trataba de Gorilla Grodd, cuando Batman menciona que "Grodd finalmente terminó lo que comenzó cuando controló a Lana hace tantos años". Sin embargo, este escenario se revela más tarde como una simulación creada en Batcomputer.
Más tarde intenta ayudar a Superman, enfrentándose al hombre fuerte que viaja en el tiempo Atlas, enviando el Escuadrón Luthor. Este acto activa un programa inactivo dentro de los mainframes de Lexcorp, una versión holográfica de Luthor. La copia holográfica de Luthor informa a Lana que al ayudar a Superman ha violado el contrato de trabajo estándar de Lexcorp ("letra muy, muy pequeña"), que prohíbe a los empleados de Lexcorp utilizar los recursos de Lexcorp para ayudar a los kryptonianos, bajo pena de despido. Lana tiene cinco minutos para salir del edificio, o la matarán a tiros.
En 2008, un nuevo escritor de Supergirl, Sterling Gates, le dijo a Newsarama sobre Lana Lang: "Estamos integrando el libro de Supergirl más en el universo de Superman, y eso incluye tener un elenco de apoyo que se superponga con ese mundo. Estoy muy interesado en atarla. en Metropolis y asegurándose de que su mundo sea parte del universo de Superman. Cat Grant será un miembro de reparto regular, al igual que Lana Lang".
Lana se encarga de llegar a Supergirl. Ofrece sus consejos y amistad. Casi al mismo tiempo, Perry White ha estado persiguiendo activamente a Lana para que se haga cargo de la sección de Negocios del Daily Planet, un puesto que Lana temía aceptar, luego de su mala experiencia con Lexcorp. Finalmente, Lana y Supergirl deciden juntas que Lana aceptará el puesto y que Supergirl asumirá la identidad secreta de Linda Lang, sobrina de Lana Lang. Lana ahora vive en Metrópolis con Supergirl y trabaja como editora de la sección de Negocios del Daily Planet.
Vuelve brevemente a Smallville para asistir al funeral de Jonathan Kent. Sin embargo, incapaz de reunir la determinación suficiente para arreglar las cosas con Clark, Lana se va antes de darle sus condolencias.
Mientras asistía a una ceremonia de premiación de periodismo estudiantil con Jimmy Olsen y Cat Grant, Lana colapsa repentinamente, con sangre saliendo de su nariz.; Recibe una llamada de su médico diciéndole que tiene "malas noticias" para ella. Después de que Lana sufre otro colapso, la llevan al hospital y la llevan a cirugía. Aparentemente muere en la mesa de operaciones, pero criaturas negras parecidas a insectos más tarde envuelven su cuerpo en un capullo, que luego comienza a abrirse. Una estructura gigantesca en forma de capullo pronto envuelve el hospital, y un ejército de insectos gigantes toma como rehenes a varios trabajadores, así como a la Policía Científica y al Guardián. Supergirl pronto es capturada y despierta atada y amordazada a los pies de Lana, a quien ahora posee la Reina Insecto. La Reina le revela a Supergirl que durante su último encuentro con Lana, ella le inyectó una parte de su ADN y ha estado tomando lentamente el control de su cuerpo durante el año pasado, con el objetivo final de capturar a un kryptoniano para usarlo como plantilla para un ejército de insectos híbridos. Supergirl se libera y es capaz de expulsar a la Reina del cuerpo de Lana con la ayuda de la tecnología kryptoniana, y Lana vuelve a su estado normal. Mientras Lana se recupera, Supergirl la visita. Supergirl le dice a Lana que ya no puede ser parte de su familia debido a sus mentiras sobre su condición. Lana y "Linda" se han reconciliado desde entonces y actualmente viven en el edificio de la torre Hammersmith en Metrópolis.

### New 52
En septiembre de 2011, DC Comics reinició su continuidad. En esta nueva línea de tiempo, Lana es una amiga de la infancia de Clark y ha estado al tanto de las habilidades inusuales de Clark desde una edad temprana. También comparten sentimientos románticos mutuos durante su juventud, y habrían ido juntos al baile de graduación si esa no hubiera sido la noche en que murieron los padres de Clark. Lana finalmente deja a Clark en Smallville para dejar su propia marca en el mundo, pero no sin antes asegurarle que siempre lo amará. En la continuidad actual, Lana trabaja como ingeniera eléctrica en varios proyectos alrededor del mundo. Se insinúa que el adulto Clark todavía alberga sentimientos románticos por Lana.
En The New 52: Futures End, Lang estaba entre los innumerables refugiados de Tierra 2 que escaparon de la destrucción de Darkseid y su ejército Parademon de su mundo natal y se mudaron a Prime Earth. Al terminar de trabajar en el subsótano de la isla Cadmus bajo el mando del Rey Faraday, Lana pudo ocultar su biología metahumana a todos, excepto a Cole Cash. Lana y Cole finalmente escaparon juntos de la isla, pero luego se vieron obligados a visitar la Autoridad de Registro de la Tierra, donde se informó que Cole Cash había muerto nueve años antes, lo que lo obligó a volver a registrarse bajo el nombre legal de "Cole Lang", el esposo de Lana y un nativo de la Tierra-2. Poco después, Lana adoptó a Susan Lang, anteriormente Fifty Sue, una niña superpoderosa que había conocido en la isla Cadmus.

### DC Rebirth
En 2016, DC Comics inició un evento cruzado en toda la empresa titulado Rebirth. Un Clark Kent anterior a Flashpoint descubrió a Lana bajo un monumento a Superman, donde reveló que había hecho la promesa de trasladar los restos de Clark junto a los de su familia en Smallville, Kansas. El Pre-Flashpoint Clark hizo que lo llevara a la Fortaleza de la Soledad para ver si podía revivir a Superman como había asumido, pero se dio cuenta de que no podía. Luego llevó a Lana a Smallville y la ayudó a enterrar los restos de Superman.
Posteriormente se revela que, aparentemente debido a su presencia en la muerte de New 52 Clark Kent, Lana y Lois han adquirido poderes, cada una de las cuales se hace llamar 'Superwoman', con Lois demostrando los poderes tradicionales de Superman mientras que Lana manifiesta una forma similar a la de los más. reciente 'Superman Red', capaz de absorber y generar múltiples formas de energía. Aunque Lana inicialmente planea operar en secreto, después de que Lois muere, comienza a asumir un papel más activo como Superwoman. Ella continúa funcionando como Superwoman, pero finalmente pierde el poder y regresa a la vida normal.

## Otras versiones

### Batman: The Dark Knight Returns
En la miniserie clásicos de Frank Miller, Batman: The Dark Knight Returns, Lana tiene un exceso de peso, mujer de mediana edad, y la jefa de redacción Daily Planet. A lo largo de la historia, ella se convierte en la partidaria más abierta de Batman, apareciendo en una serie de debates televisivos en los que ella y otros discuten sobre sus métodos e influencia.

### Generaciones
En el primer volumen de Superman & Batman: generaciones, Lana se ha vuelto inmortal, adquirió habilidades metahumanas y vivió cientos de años en el futuro, debido a su constante exposición a la magia y los productos bioquímicos. Ella se ha unido a Superman en el espacio como su esposa, después de buscarlo durante siglos y acepta trabajar con él y Batman para vigilar los rincones más lejanos y salvajes del espacio conocido.

## Recepción
El personaje de Lana Lang ha sido analizado como una representación de la mujer en los cómics estadounidenses. Su representación en los cómics se ve en contraste con Lois Lane, en que "todo lo que se cree que es una mujer que la trama no permite a Lois se derrama en el personaje de Lana. Por lo tanto, la naturaleza exageradamente femenina del discurso y la apariencia de Lana, su forma, por ejemplo, ropa ajustada, a veces reveladora, contrasta con la ropa más deportiva y el habla franca de Lois".

## Apariciones en otros medios

### Televisión

#### Animación
- A partir de 1966, Lana apareció en los segmentos de The Adventures of Superboy que se presentaron en la serie animada The New Adventures of Superman, The Superman / Aquaman Hour of Adventure y The Batman / Superman Hour. Janet Waldo la expresó en las tres temporadas.
- El episodio piloto de Superman: la serie animada siguió a los cómics " posteriores a la crisis ", siendo Lana la primera persona en la que Clark confió sobre sus superpoderes. Kelley Schmidt expresó la joven Lana y Joely Fisher expresó la versión adulta de ella. Ella mencionó que estaba enamorada de Clark desde los tres años. Lana, como adulta, aparece por primera vez en "My Girl", como una famosa diseñadora de moda que ya conoce la identidad secreta de Superman. La relación de Lana con Lex Luthor se rompe después de que ella intenta pasar información a Clark sobre las tramas de Luthor. Más tarde aparece en "Obsession" y hace un cameo en el final del episodio "The Late Mr. Kent", proporcionando una historia de portada para Clark.
- Lana aparece en un cameo en Liga de la Justicia, el episodio "Más allá". Se la ve en el funeral de Superman. En el episodio "Para el hombre que lo tiene todo", Mongul pone a Superman en un estado de ensueño. En este mundo de sueños, Superman vive en Krypton con una esposa. La apariencia física de la esposa de Superman sugiere una combinación de Lois y Lana, ya que el personaje tiene la voz y apariencia de Lois pero con el pelo rojo, y aparece como Loana. Superman y su esposa tienen un hijo llamado Van-El. El padre de Superman, Jor-El, también vive con ellos. Dana Delany, quien da voz a Lois Lane en Superman: la serie animada y Liga de la Justicia da voz a la esposa de Superman en este episodio.
- Lana hace un cameo sin hablar en el episodio de Batman: The Brave and the Bold, "¡La batalla de los superhéroes!", Un episodio que rinde homenaje a varias historias de Superman de la Edad de Plata. En una escena que homenajea directamente la portada a La Novia de Superman, Lois Lane # 26, se muestra a Lana y un Superman infectado con kryptonita roja relajándose juntos en una playa mientras Lois aturdida los mira con horror.

#### Acción en vivo
- En el fallido piloto de televisión de 1961 The Adventures of Superboy, Lana Lang hizo su primera aparición en vivo. Bunny Henning interpretó a Lana, junto a Johnny Rockwell, como Superboy.
- En la serie de televisión Superboy de la década de 1980, Stacy Haiduk interpretó a Lana. En esta versión, ella era una amiga de toda la vida de Clark, quien lo acompañó a la Universidad de Shuster (llamada así por el cocreador de Superman) y luego a la Oficina de Asuntos Extranormales, donde ella y Clark investigaron todos los incidentes inusuales que tuvieron lugar en Capitol City, Florida.
- Lana hizo una aparición en un episodio de 1996 de Lois & Clark: Las nuevas aventuras de Superman, en el que Emily Procter la interpretó. El episodio de la temporada 3, "Tempus, Anyone?", Se desarrolla en un universo paralelo, donde Clark y Lois nunca se han conocido, ya que Lois desapareció en una investigación en el Congo, antes de que Clark llegara a Metrópolis (esto se da a entender más tarde que debido a una paradoja de la predestinación, ya que el suplente Clark se ve más tarde planeando ir al Congo con H. G. Wells, sus palabras sugieren que tienen la intención de rescatar a la alternativa Lois). En esta realidad, una rubia Lana está comprometida con Clark, y ella lo anima a mantener en secreto sus habilidades, advirtiéndole que será encerrado y enviado a un laboratorio del gobierno si la gente se entera de sus superpoderes. Lana termina la relación después de que el universo principal Lois persuade al Clark de este mundo para que se convierta en Superman y luche contra el villano Tempus. Aunque Lana del universo mainstream nunca apareció, el diálogo entre Lois y Clark sugiere que este último rompió con Lana durante la escuela secundaria en buenos términos, aunque permanecen en contacto como amigos. También se da a entender que Lana, como su contraparte del universo paralelo, conocía los secretos de Clark.
- En la serie de televisión Smallville de la década de 2000, Kristin Kreuk interpretó a Lana Lang, quien es nuevamente el interés amoroso del joven Clark Kent. En un marcado contraste con la pelirroja Lana Lang que aparece en los cómics de Superman, Kreuk es una morena. Se dice que Lana desciende por parte de su madre de una bruja francesa, la condesa Marguerite Isobel Theroux, cuyo espíritu vengativo vuelve a poseerla en una historia que ocupa gran parte de la temporada 4, y también es sobrina nieta de Louise McCallum, el primer amor del padre biológico de Clark, Jor-El.[27] En Smallville, la relación de Lana y Clark se describe (al menos inicialmente) como el reverso completo de la versión posterior a la crisis, en la que a Clark le gusta Lana sin que el otro realmente lo sepa. Este escenario inicial también incorporó elementos de las películas de Superman de 1978 y 1983 al presentar al personaje de Whitney Fordman, el novio mariscal de campo de Lana y antagonista de Clark, al comienzo de la serie. Después de la partida de Whitney al final de la primera temporada, su relación varió en los próximos años, Clark ocasionalmente intentaba salir con Lana antes de que sus temores sobre la reacción de ella a su secreto lo hicieran retroceder y estos temores empeoraron ya que se culpa a sí mismo por la muerte de los padres de Lana en la misma lluvia de meteoritos que lo trajo a Smallville. Aunque los dos comienzan a salir al final de la cuarta temporada después de que Jor-El toma los poderes de Clark como castigo por desobedecerlo, Clark comienza a retroceder después de que recupera sus habilidades porque tiene miedo de lastimarla si tienen intimidad. Aunque revela su secreto en el final de mitad de temporada de la Quinta Temporada, retrocede en el tiempo y borra esta confesión después de que Lana muere en un accidente, rompiendo posteriormente con ella después de la muerte de su padre. Lana sale y se casa con Lex Luthor después de descubrir que supuestamente está embarazada. Los dos se divorcian cuando Lana se entera de que Lex fingió su embarazo para que se casara con él. Lana una vez más comienza a salir con Clark después de que él le confiesa su secreto. Aunque están involucrados durante la mayor parte de la séptima temporada, los intentos de Lana de derribar a Lex mientras lo espiaba sin el conocimiento de Clark, junto con factores como que ella pasó algunas semanas involucrada con el duplicado de la Zona Fantasma de Clark sin darse cuenta de la diferencia y Brainiac la atacó y envió ella entra en coma, culmina con Lana dejando a Clark al final de la temporada. Lana regresa a Smallville (su personaje solo apareció en cinco episodios en la octava temporada) para asistir a la boda de Chloe Sullivan y Jimmy Olsen, y también para adquirir un traje especial de nanotecnología que Lex Luthor ha desarrollado, dándole superpoderes que igualan a los de Clark. Pero uno de los nuevos poderes de Lana le da la capacidad de drenar la energía de la kriptonita, lo que hace que su traje emita constantemente su radiación mortal después de que absorbe parte de ella. Clark se debilita así cuando se acerca a ella. Lex Luthor, en un último intento de venganza, amenaza con volar todo el edificio del Daily Planet con explosivos de kriptonita. Lana y Clark comparten un beso antes de decidir que tiene que absorber la kriptonita de la bomba, dejando los nanitos incrustados en su piel supuestamente irradiados permanentemente. Más tarde, en el granero, Clark intenta besar a Lana de nuevo y, mientras lo hace, las venas verdes se arrastran por su rostro, mostrando que se está muriendo por la exposición cercana a la kriptonita. Lana interrumpe el beso, no siendo capaz de soportar el dolor que le provoca. Ella sale corriendo llorando y Clark se queda en el suelo. En el final de la serie, cuando una Tess Mercer moribunda borra los recuerdos de un Lex Luthor resucitado, se ve a Lana en flashbacks como una de las muchas personas que Lex nunca recordará. Lana hace una aparición en el noveno número de la continuación del cómic de la serie de televisión, Smallville temporada 11, viendo a Clark y Bart Allen desde lejos en la costa de Camerún.[28] Lana regresa oficialmente en Smallville Season Once Special # 2, en el que usa sus habilidades en África para salvar a los niños de las personas que los explotarían. Sin embargo, después de tener una batalla con John Corben, el corazón de kriptonita de Corben absorbe los nanites incrustados en su piel, dejándola impotente una vez más.[29] Ella permanece dedicada a su causa y misión, pero promete cambiar sus tácticas.[29]
- Lana aparecerá en la próxima serie de televisión de CW Superman & Lois, interpretada por Emmanuelle Chriqui.[30]

### Película

#### Animación
- Lana también apareció en la película animada Superman de 1988. Russi Taylor prestó su voz a Lana cuando era niña, y Liz Georges prestó su voz a la adolescente Lana.
- Lana Lang aparece en Batman: The Dark Knight Returns. Paget Brewster le da voz en esta película. Ella aparece como comentarista que también se revela como la editora del Daily Planet en un programa llamado "Point vs Point". Ya envejecida, es continuamente entrevistada en los medios de Gotham City cuando la opinión sobre la aprobación de las acciones de Batman se divide. Durante la primera parte del corto, uno de los reporteros la considera como la mayor defensora del caballero oscuro y de sus acciones.

#### Acción en vivo
- En la película, Superman: The Movie (1978) de Richard Donner, Lana Lang tuvo una breve aparición en una escena en Smallville. Se demostró que era una animadora en la escuela y estaba posiblemente enamorada de Clark, a pesar de que su novio actual era un jugador de fútbol llamado Brad. Diane Sherry la interpretó.
- En la película de 1983 Superman III, Annette O'Toole interpretó a Lana. En una entrevista para el documental Look Up In The Sky: The Amazing Story of Superman, O'Toole afirma que los productores de Smallville (donde interpreta a la propia madre adoptiva de Clark, Martha Kent) no sabían que había aparecido en Superman III hasta después de ser elegida para la serie de televisión. En Superman III, Lana es una divorciada con un hijo llamado Ricky. El exnovio de Lana, Brad, un ex deportista y el matón de la infancia de Clark, ahora es un guardia de seguridad y todavía está compitiendo por su atención, a pesar de que ella lo desprecia.
- Jadin Gould interpretó a una joven Lana Lang en El hombre de acero de Zack Snyder en 2013. En la película, Clark salva a Lana, junto con muchos otros estudiantes, después de que su autobús escolar cae a un lago.
- Emily Peterson interpretó a Lana Lang en Batman v Superman: Dawn of Justice (2016). Ella hace un cameo en el funeral de Clark Kent después de la muerte de Superman, salvando a Metropolis de Doomsday en el proceso. Ella expresa sus condolencias a Martha Kent y Lois Lane.

### Videojuegos
- Lana aparece en el videojuego DC Universe Online, con la voz de Lori Singer.